# Superamas de galaxies

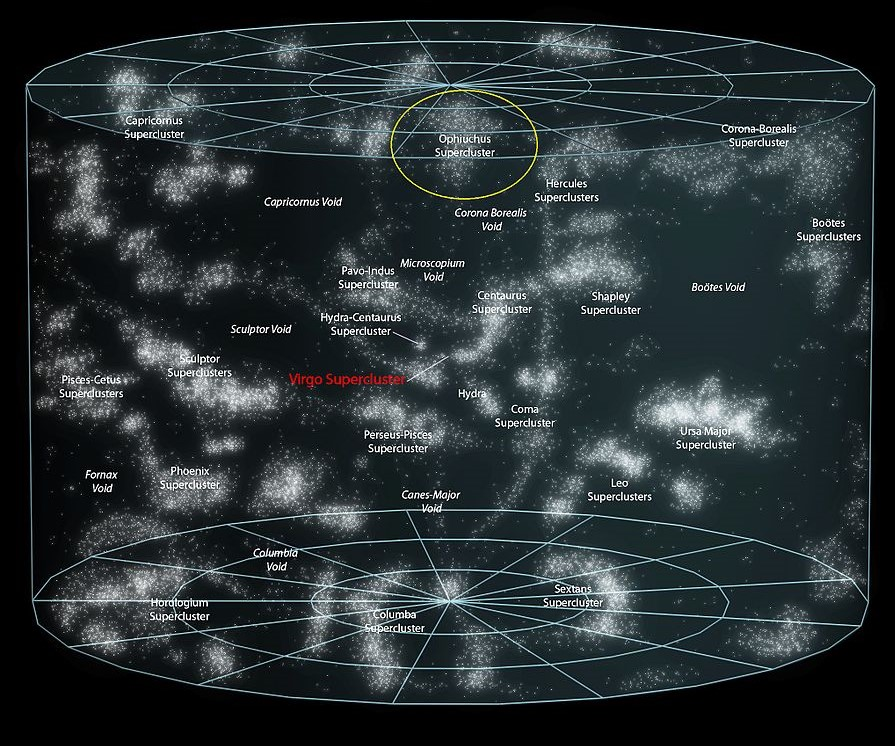
Dans le cercle jaune : le superamas du Serpentaire.

En astronomie, un superamas de galaxies  (ou simplement superamas en l'absence d'ambiguïté ; en anglais : supercluster (of galaxies)) est une association d'amas et de groupes de galaxies.

## Généralités
Les superamas font partie des plus grandes structures connues dans l'Univers. Leur existence indique que les galaxies ne sont pas distribuées de façon uniforme ; la plupart sont regroupées en groupes et en amas, les groupes en contenant au plus une cinquantaine et les amas jusqu'à plusieurs milliers. Ces groupes et ces amas, avec quelques galaxies isolées, se regroupent à grande échelle selon des structures encore plus grandes, les superamas.
Les superamas sont fréquemment subdivisés en groupes d'amas appelés nuages de galaxies. L'espace situé entre les superamas est quasi dépourvu de matière. L'existence de structures plus grandes que les superamas, comme les filaments galactiques, est discutée.

## Caractéristiques
D'après Gayoung Chon et al., la taille d'un superamas varie de plusieurs dizaines de mégaparsecs (Mpc) jusqu'à environ 150 x h-1 Mpc.
La forme d'un superamas est irrégulière, souvent aplatie, élongée ou filamenteuse et généralement non sphériquement symétrique.

## Historique
L'expression « super-cluster of galaxies » a été utilisée, pour la première fois, en 1958, par l'astronome franco-américain Gérard de Vaucouleurs.
D'après Gayoung Chon et al., l'existence des superamas a été mise en évidence, pour la première fois, en 1961, par l'astronome américain George O. Abell, avant d'être confirmée, en 1973, par Richard S. Bogart et Robert V. Wagoner (es) ainsi que par Michael G. Hauser et P. James E. Peebles.

## Principales superstructures

### Superamas local, Superamas de la Vierge et Superamas Laniakea
La Voie lactée fait partie du Groupe Local, lequel est à son tour un membre du Superamas Local, appelé aussi Superamas de la Vierge, une superstructure qui s'étend sur environ 18,4 millions de parsecs. Lui-même fait partie d'un ensemble encore plus vaste nommé le Superamas Laniakea découvert en 2014.

### Superamas proches
- Superamas de la Chevelure de Bérénice
- Superamas d'Hercule
- Superamas de l'Hydre-Centaure
- Superamas du Lion
- Superamas du Paon-Indien
- Superamas de Persée-Poissons
- Superamas du Phénix
- Superamas du Sculpteur
- Superamas du Serpentaire
- Superamas de Shapley

### Superamas lointains
- Superamas du Bouvier
- Superamas du Bouvier A
- Superamas du Burin
- Superamas de la Colombe
- Superamas de la Couronne boréale
- Superamas du Dragon
- Superamas du Dragon-Grande Ourse
- Superamas du Fourneau-Éridan
- Superamas de la Grande Ourse
- Superamas de la Grue
- Superamas de l'Horloge
- Superamas du Lion A
- Superamas du Lion-Vierge
- Superamas du Microscope
- Superamas de Pégase-Poissons
- Superamas des Poissons
- Superamas des Poissons-Baleine
- Superamas des Poissons-Bélier
- Superamas du Verseau
- Superamas du Verseau B
- Superamas du Verseau-Capricorne
- Superamas du Verseau-Baleine
- Proto-superamas Hypérion

## Catalogues
Plusieurs catalogues de superamas ont été publiés, notamment par Herbert J. Rood, T. X. Thuan, Neta A. Bahcall et Raymond M. Soneira, David J. Batsuki et Jack O. Burns, Michael J. West, Elena Zucca, Giovanni Zamorani, Roberto Scaramella et Giampaolo Vettolani.